# Carlos Ramírez de Arellano (escritor)
Carlos Ramírez de Arellano (Aguilar de la Frontera, 12 de agosto de 1814-Granada, 1874) fue un abogado, político y escritor español. Fue elegido diputado a Cortes por la circunscripción de Córdoba en las elecciones de 1839, 1841, 1843 y 1844, y de nuevo tras la Vicalvarada en las elecciones a Cortes constituyentes de 1854, permaneciendo en el escaño hasta septiembre de 1856.

## Biografía
Fue hijo de Antonio Ramírez de Arellano y hermano de Teodomiro Ramírez de Arellano y Feliciano Ramírez de Arellano. Licenciado en Derecho por las universidades de Salamanca y Sevilla, así como académico de la Real Academia de Historia y de la de Buenas Letras de Sevilla. Alcalde de Córdoba entre el año 1841, 1858 y entre los años 1861 y 1862. En 1841 ingresó en la Real Academia de Córdoba, el 1 de septiembre de 1874 fue nombrado director de la misma, puesto que ocupó hasta su fallecimiento, ese mismo año, en Granada.

## Obras
- Diccionario de escritores castellanos desde la fundación del habla castellana hasta nuestros días
- Catálogo biográfico de los escritores naturales de la provincia y Obispado de Córdoba, posteriores a la conquista de dicha ciudad por San Fernando
- Ensayo de un catálogo biográfico-bibliográfico de los escritores que han sido individuos de las cuatro órdenes militares de España, Madrid: José Perales y Martínez, 1894.
- El Castillo de Aguilar
- Las mocedades de Góngora
- Tradiciones cordobesas
- Colección de poesías
- Noticias de algunos de los primeros descubridores de América (1869)
- El licenciado Pedro de La-Gasca (1870, estudio biográfico)